# Trzywdar (herb szlachecki)
Trzywdar (Tria in donum) − polski herb szlachecki, używany przez kilkadziesiąt rodzin głównie z terenu Mazowsza i Podlasia. Herb ten pojawia się również na ścianie jednej z kamienic Lwowa, przy ulicy Sołomii Kruszelnyckiej 15.  Według Andrzeja Kulikowskiego jest to odmiana herbu Grabie. Bardziej prawdopodobne jest jednak, że wywodzi się on z herbu Brodzic, które to przypuszczenie wyraził Józef Szymański.

## Opis herbu
Opis z wykorzystaniem zasad blazonowania, zaproponowanych przez Alfreda Znamierowskiego:
W polu czerwonym trzy krzyże łacińskie w rosochę, srebrne, z których dolny uszczerbiony z prawej; między nimi po jednej gwieździe złotej.
W klejnocie pięć piór strusich.
Klejnot herbu pozostawał nieustalony do XVII wieku, dopiero Szymon Okolski przypisał mu trzy pióra strusie. Tak też opisuje klejnot Antoni Swach w swoim herbarzyku z 1705. Kasper Niesiecki z kolei przypisał mu pięć piór strusich, którą to wersję przytaczają współczesne herbarze Znamierowskiego i Gajla.

## Najwcześniejsze wzmianki
W Herbarzu rodowym Alfreda Znamierowskiego można znaleźć informacje, że najstarsza zapiska sądowa pochodzi z 1425 r., zaś najstarsza pieczęć z 1444. Jest to błąd, przekazy te dotyczyły bowiem podobnego herbu Brodzic (zwanego też Trzy krzyże, Franciszek Piekosiński traktuje te herby osobno). Józef Szymański stwierdza, że herb ten pojawia się w źródłach dopiero w XVI wieku. Według niego, najwcześniejszą pieczęcią z Trzywdarem jest ta z 1501 roku, należąca do Pawła Zakliczowskiego. Inne przekazy ikonograficzne pochodzą z zabytków sakralnych: dwóch portali i chrzcielnicy z końca XVI wieku, belki tęczowej i stalli z 1595 oraz nagrobka J. Modzelewskiego z 1596 w Luszynie koło Gostynina. Niezależnie od tego Szymański spekuluje, że Trzywdar mógł zostać przedstawiony w średniowiecznym herbarzyku Ambrożego z Nysy. Widnieje tam podobny herb, ale bez gwiazdy u czoła i pełnym krzyżem u podstawy, nazwany tam Brodzicem.

## Legenda herbowa
Zgodnie z legendą przytaczaną przez Kaspra Niesieckiego:

Herb nadany pewnemu rycerzowi herbu Brodzic, albo raczej aukcja tylko do ojczystego klejnotu przydana, a to jako się on domyśla, że -ten Prusaków, małą garstką ludzi swoich, przy faworyzującej sobie nocy i wyiskrzonymi gwiazdami do tego triumfu sobie przyświecającej. Zowie się zaś Trzywdar, albo jako on tłumaczy Tria in donum.

Józef Szymański przyjmuje pochodzenie Trzywdara od Brodzica za prawdopodobne.

## Herbowni
Tadeusz Gajl podaje następujące nazwiska:
Burzyński, Butyński, Bużyński, Bylica, Dąbrówka, Gąsiorowski, Jedwabiński, Kitkiewicz, Komelski, Kotelski, Kumelski, Kumulski, Łomieński, Łomiński, Mocarski, Moczarski, Moczulski, Poletyłło, Poletyło, Radłowski, Rajkowski, Rakowski, Raykowski, Rogienicki, Rossowski, Szwander, Tobilewicz, Tychoniewicz, Wyszyński, Żędzian.
Józef Szymański dodaje do tej listy nazwiska Modzelewski i Zakliczowski. Należy jednak zaznaczyć, że te dwa nazwiska należą do właścicieli odpowiednio nagrobka i pieczęci. Ponieważ nie da się ustalić barw przedstawionego tam herbu, nie jest pewne, czy nie należy im przypisać herbu Trzywdar II – identycznego rysunkiem ale o innych barwach